# Peter Buckley
Peter Buckley (Birmingham, 9 marzo 1969) è un pugile inglese.
Peter ha iniziato nei super-piuma, per arrivare fino ai pesi welter; è famoso per avere fatto la carriera del Journeymen, con un numero molto elevato di incontri, la maggior parte dei quali persi.
Il suo soprannome era The Professor, perché ben 42 futuri campioni andarono, per così dire, a scuola da lui prima di divenire tali. Si è ritirato nel 2008 a 39 anni, al trecentesimo incontro.